# Bonnat

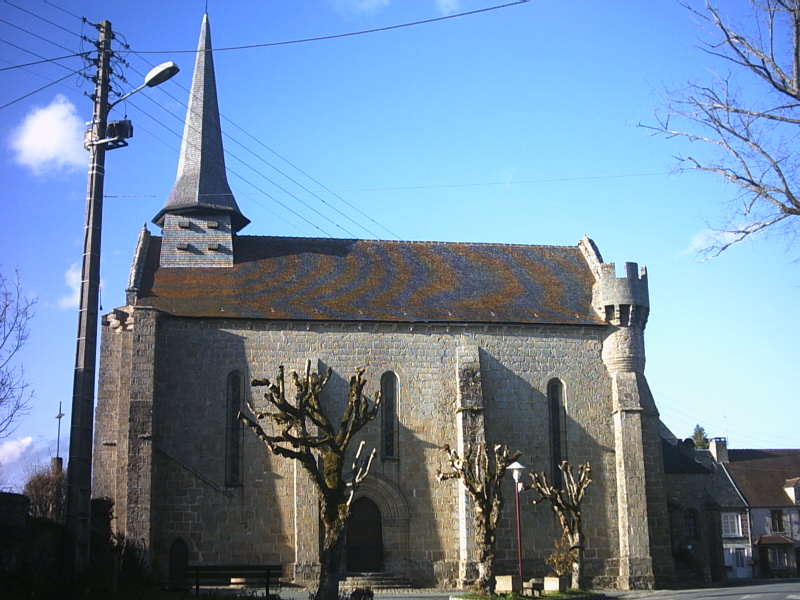
Kościół św. Sylwana

Bonnat – miejscowość i gmina we Francji, w regionie Nowa Akwitania, w departamencie Creuse.
Według danych na rok 1990 gminę zamieszkiwało 1387 osób, a gęstość zaludnienia wynosiła 30 osób/km² (wśród 747 gmin Limousin Bonnat plasuje się na 80. miejscu pod względem liczby ludności, natomiast pod względem powierzchni na miejscu 46.).

## Populacja

Populacja Bonnat w latach 1962–2008